# Синиша Бранковић
Синиша Бранковић (30. јануар 1979) бивши је српски фудбалер.

## Каријера
Бранковић је започео своју каријеру у БСК Батајници пре него што је ушао у Прву лигу СР Југославије са Земуном 2000. године.
Бранковић је напустио Земун како би играо у украјинској Премијер лиги за Черноморец Одесу. Такође је играо у аустријској другој лиги за Капфенбергер у сезони 2006/07. Каријеру је завршио у Казахстану, играјући за Каират и Жетису.